# Campeonato Mundial de Patinação Artística no Gelo de 1949
O Campeonato Mundial de Patinação Artística no Gelo de 1949 foi a quadragésima edição do Campeonato Mundial de Patinação Artística no Gelo, um evento anual de patinação artística no gelo organizado pela União Internacional de Patinação (em inglês:  International Skating Union) onde os patinadores artísticos competem pelo título de campeão mundial. A competição foi disputada entre os dias 16 de fevereiro e 18 de fevereiro, na cidade de Paris, França.

## Eventos
- Individual masculino
- Individual feminino
- Duplas

## Medalhistas
| Evento                        | Ouro                                 | Prata                                          | Bronze                                          |
| Individual masculino detalhes | Dick Button · Estados Unidos         | Ede Király · Hungria                           | Edi Rada · Áustria                              |
| Individual feminino detalhes  | Ája Vrzáňová · Tchecoslováquia       | Yvonne Sherman · Estados Unidos                | Jeannette Altwegg · Reino Unido                 |
| Duplas detalhes               | Andrea Kékesy · Ede Király · Hungria | Karol Kennedy · Peter Kennedy · Estados Unidos | Anne Davies · Carleton Hoffner · Estados Unidos |

## Resultados

### Individual masculino
| Pos.              | Nome               | Nacionalidade  | Pontos |
| ----------------- | ------------------ | -------------- | ------ |
| Medalha de ouro   | Dick Button        | Estados Unidos | 5      |
| Medalha de prata  | Ede Király         | Hungria        | 12     |
| Medalha de bronze | Edi Rada           | Áustria        | 13     |
| 4                 | James Grogan       | Estados Unidos | 23     |
| 5                 | Helmut Seibt       | Áustria        | 26     |
| 6                 | Hayes Alan Jenkins | Estados Unidos | 29     |
| 7                 | Austin Holt        | Estados Unidos | 34     |
| 8                 | Carlo Fassi        | Itália         | 38     |
| 9                 | Per Cock-Clausen   | Dinamarca      | 45     |
| 10                | Jean Vives         | França         | 50     |

### Individual feminino
| Pos.              | Nome                  | Nacionalidade   | Pontos |
| ----------------- | --------------------- | --------------- | ------ |
| Medalha de ouro   | Ája Vrzáňová          | Tchecoslováquia | 7      |
| Medalha de prata  | Yvonne Sherman        | Estados Unidos  | 17     |
| Medalha de bronze | Jeannette Altwegg     | Reino Unido     | 18     |
| 4                 | Jiřína Nekolová       | Tchecoslováquia | 44.5   |
| 5                 | Bridget Shirley Adams | Reino Unido     | 46     |
| 6                 | Andra McLauchlin      | Estados Unidos  | 48     |
| 7                 | Virginia Baxter       | Estados Unidos  | 53     |
| 8                 | Dagmar Lerchová       | Tchecoslováquia | 55     |
| 9                 | Jacqueline du Bief    | França          | 67     |
| 10                | Barbara Wyatt         | Reino Unido     | 71     |
| 11                | Helen Uhl             | Estados Unidos  | 68.5   |
| 12                | Valda Osborn          | Reino Unido     | 73     |
| 13                | Beryl Bailey          | Reino Unido     | 82     |
| 14                | Lilly Fuchs           | Áustria         | 85     |
| 15                | Liliane Madaule       | França          | 105    |
| WD                | Eva Pawlik            | Áustria         | —      |
| WD                | Joan Lister           | Reino Unido     | —      |

### Duplas
| Pos.              | Nome                                 | Nacionalidade   | Pontos |
| ----------------- | ------------------------------------ | --------------- | ------ |
| Medalha de ouro   | Andrea Kékesy / Ede Király           | Hungria         | 7      |
| Medalha de prata  | Karol Kennedy / Peter Kennedy        | Estados Unidos  | 14.5   |
| Medalha de bronze | Anne Davies / Carleton Hoffner       | Estados Unidos  | 31.5   |
| 4                 | Marianne Nagy / László Nagy          | Hungria         | 33     |
| 5                 | Herta Ratzenhofer / Emil Ratzenhofer | Áustria         | 35.5   |
| 6                 | Jennifer Nicks / John Nicks          | Reino Unido     | 35.5   |
| 7                 | Bela Zachova / Jaroslav Zach         | Tchecoslováquia | 49.5   |
| 8                 | Elianne Steineman / André Calamé     | Suíça           | 56.5   |
| 9                 | Elly Stärck / Harry Gareis           | Áustria         | 66,5   |
| 10                | Denise Farvart / Jacques Farvart     | França          | 63     |
| 11                | Suzanne Gheldorf / Jacques Rénard    | Bélgica         | 75     |
| 12                | Pamela Davis / Peter Scholes         | Reino Unido     | 78.5   |

## Quadro de medalhas
| Ordem | País            | Medalha de ouro | Medalha de prata | Medalha de bronze |   | Ordem por total |
| ----- | --------------- | --------------- | ---------------- | ----------------- | - | --------------- |
| 1     | Estados Unidos  | 1               | 2                | 1                 | 4 | 1               |
| 2     | Hungria         | 1               | 1                |                   | 2 | 2               |
| 3     | Tchecoslováquia | 1               |                  |                   | 1 | 3               |
| 4     | Áustria         |                 |                  | 1                 | 1 | 3               |
| 4     | Reino Unido     |                 |                  | 1                 | 1 | 3               |
| TOTAL | TOTAL           | 3               | 3                | 3                 | 9 | —               |